# SPCA Paulhan-Pillard T3
Le Paulhan-Pillard T3 était un prototype d'avion militaire construit en France par la Société Provençale de Constructions Aéronautiques (SPCA) durant l'entre-deux-guerres.